# قائمة مجلات الفلسفة
تتناول هذه القائمة المجلات والدوريات الأكاديمية الخاصة بالفلسفة مقسمة حسب اللغة المستخدمة في النشر.

## لمحة تاريخية
تُعد مجلة المداولات الفلسفية للجمعية الملكية هي أول وأقدم مجلة علمية مختصة بالفلسفة في العالم، فقد نُشرت للمرة الأولى في مارس (أذار) عام 1665 على يد هنري أولدنبورغ (حوالي 1619-1677)، والذي كان أول أمين سر للجمعية الملكية. تولى أولدنبورغ نشر وتحرير المجلة، واستفاد من أنشطة الجمعية الملكية ومن مهاراته كلغوي ومحرر علمي، إلى جانب شبكة معارفه وعلاقاته الواسعة في أوساط علماء وباحثي الفلسفة الطبيعية في أوروبا، لكي ينشر نوع جديد من المطبوعات يهدف إلى تعزيز مسيرة العلوم الحديثة المبكرة. كانت المجلة تصدر شهريًا، وتُباع بسعر شلن واحد. حظيت المجلة بتقدير واسع من فلاسفة الطبيعة، ولاسيما من أعضاء الجمعية الملكية على وجه الخصوص، وبعد وفاة أولدنبورغ، تولى بعض تلامذته، مثل إدموند هالي وهانز سلون، المسؤولية التحريرية والمالية للمجلة بشكل غير رسمي. وفي عام ١٧٥٢، وكنتيجة لوفاة رئيس تحرير المجلة وأمينها العام، تعرضت المجلة لانتقادات لاذعة من أعضاء الجمعية الملكية أدت في نهاية المطاف إلى استحواذ الجمعية الملكية على المجلة.

## قائمة مجلات الفلسفة

### المجلات المنشورة باللغة العربية
| اسم المجلة                                      | بلد النشر                | سنة التأسيس | ملاحظات |
| ----------------------------------------------- | ------------------------ | ----------- | --- |
| مجلة الجمعية الفلسفية المصرية                   | مصر                      | 1992        | مجلة سنوية، تصدر في شهر ديسمبر من كل عام. |
| مجلة الفلسفة                                    | العراق                   |             | مجلة فلسفية مُحكّمة نصف سنوية تصدر عن كلية الآداب بالجامعة المستنصرية، وتختص بنشر الأبحاث والدراسات الأكاديمية والفكرية في مجالات الفلسفة المختلفة.                          |
| الأزمنة الحديثة                                 | المغرب                   | 2008        | مجلة فصلية تُعنى بقضايا الفكر والفلسفة والثقافة |
| أوراق فلسفية                                    | مصر                      | 2009        | مجلة إلكترونية غير دورية محكمة تهتم بنشر المقالات والدراسات والأبحاث التي تتعلق بالقضايا الفلسفية حول العالم، وتصدر عن مركز دراسات فلسفة الدين                             |
| مجلة لارك للفلسفة واللسانيات والعلوم الاجتماعية | العراق                   | 2009        | مجلة محكمة فصلية متخصصة في الفلسفة واللسانيات والعلوم الإنسانية تصدر عن قسم الفلسفة في كلية الاداب بجامعة واسط.                                                            |
| مجلة دراسات فلسفية                              | الجزائر                  |             | مجلة أكاديمية سنوية تهتم بنشر الدراسات والأبحاث الفلسفية المحكمة، ويُصدرها قسم الفلسفة بكلية العلوم الإنسانية في جامعة الجزائر                                              |
| مجلة الحكمة                                     | الجزائر                  |             | مجلة علمية دورية محكّمة نصف سنوية متخصصة في الفلسفة والعلوم الاجتماعية والإنسانية، وتصدر عن مركز الحكمة للبحوث والدراسات بالجزائر.                                          |
| المجلة السعودية للدراسات الفلسفية               | المملكة العربية السعودية | 2020        | مجلة نصف سنوية متخصصة في نشر الدراسات والأبحاث والمقالات الفلسفية تصدر عن دار معنى للنشر والتوزيع                                                                          |
| الفلسفة والعلوم في السياقات الإسلامية           | المغرب                   | 2022        | مجلة علمية وأكاديمية مهتمة بالقضايا الفلسفية تُصدرها مؤسسة البحث في الفلسفة والعلوم في السياقات الإسلامية في فاس.                                                           |
| مقابسات                                         | المملكة العربية السعودية | 2022        | مجلة محكمة متخصصة في نشر الأبحاث والدراسات والمقالات والترجمات والمقابلات التي تتعلق بالقضايا الفلسفية ومُراجعات الكتب الفلسفية تصدرها جمعية الفلسفة السعودية               |
| المجلة الموريتانية للدراسات الفلسفية            | موريتانيا                | 2022        | مجلة علمية نصف سنوية متخصصة في الفلسفة والعلوم الإنسانية تصدر عن مؤسسة بيت الحكمة للدراسات والأبحاث في موريتانيا.                                                          |
| حكمة                                            | المملكة العربية السعودية |             | مجلة مُتخصصة في نشر ترجمة الأوراق البحثية والدراسات الفلسفية من الموسوعات العالمية، والدوريات والمجلات المحكّمة، وتصدر نُسختها المطبوعة عن دار جداول للنشر والتوزيع في بيروت. |
| مجلة الدراسات الفلسفية                          | الإمارات العربية المتحدة | 2024        | تُصدرها جامعة محمد بن زايد للعلوم الإنسانية، وتختص بنشر الأبحاث والدراسات الأكاديمية في مجالات الفلسفة النظرية والفلسفة التطبيقية والعلوم الإنسانية                         |

### المجلات المنشورة باللغة الإنجليزية
| اسم المجلة                              | بلد النشر        | سنة التأسيس |
| --------------------------------------- | ---------------- | ----------- |
| المداولات الفلسفية للجمعية الملكية      | المملكة المتحدة  | 1665        |
| مجلة الفلسفة الطبيعية والكيمياء والفنون | المملكة المتحدة  | 1797        |
| مايند                                   | المملكة المتحدة  | 1876        |
| المجلة الفلسفية الكاثوليكية الأمريكية   | الولايات المتحدة | 1990        |
| المجلة الأمريكية للأخلاقيات الحيوية     | الولايات المتحدة | 1999        |
| المجلة الأمريكية للسيميائيات            | الولايات المتحدة | 1981        |
| المجلة الفلسفية الأمريكية               | الولايات المتحدة | 1964        |
| أنالايز أند كريتيك                      | ألمانيا          | 1979        |
| أنالايسيز                               | المملكة المتحدة  | 1933        |
| الفلسفة التحليلية                       | الولايات المتحدة | 1960        |
| إنشنت فيلوسوفي                          | الولايات المتحدة | 1980        |
| أنغيلاكي                                | المملكة المتحدة  | 1993        |
| أبيرون                                  | ألمانيا          | 1966        |
| الدراسات الأوغسطينية                    | الولايات المتحدة | 1970        |
| المجلة الاسترالية للفلسفة               | استراليا         | 1923        |
| أفانت                                   | بولندا           | 2010        |
| بيركلي ستاديز                           | الولايات المتحدة | 1977        |
| بيتوين ذا سبيشيز                        | الولايات المتحدة | 1985        |
| بيوإيثكس                                | الولايات المتحدة | 1987        |
| مجلة الأحياء والفلسفة                   | الولايات المتحدة | 1986        |
| النظرية البيولوجية                      | الولايات المتحدة | 2005        |
| المجلة البريطانية لتاريخ الفلسفة        | المملكة المتحدة  | 1993        |
| المجلة البريطانية لفلسفة العلوم         | المملكة المتحدة  | 1950        |
| المجلة البريطانية لعلم الجمال           | المملكة المتحدة  | 1960        |
| فلسفة العلوم                            | الولايات المتحدة | 1934        |
| نشرة المنطق الرمزي                      | الولايات المتحدة | 1936        |
| مجلة فلسفة التربية                      | المملكة المتحدة  | 1967        |
| الفلسفة والنظرية التربوية               | استراليا         | 1969        |
| مجلة الفلسفة الكندية                    | كندا             | 1971        |
| مجلة أخلاقيات الأعمال والمهن            | الولايات المتحدة | 1981        |
| دورية سي إل آر جيمس                     | ترينيداد وتوباغو | 1990        |
| فيلوسوفي ناو                            | المملكة المتحدة  | 1991        |
| مجلة أخلاقيات الأعمال الربع سنوية       | الولايات المتحدة | 1991        |
| كياسمي                                  | الولايات المتحدة | 1999        |
| فكر                                     | المملكة المتحدة  | 2002        |
| النظرية السياسية المعاصرة               | المملكة المتحدة  | 2002        |
| الأسس البنائية                          | بلجيكا           | 2005        |
| الفلسفة المقارنة والقارية               | الولايات المتحدة | 2009        |
| ايون                                    | المملكة المتحدة  | 2012        |
| كوناتوس                                 | اليونان          | 2016        |
| الوعي والإدراك                          | الولايات المتحدة |             |

### المجلات المنشورة باللغة الفرنسية
| اسم المجلة             | بلد النشر       | سنة التأسيس |                                                                |
| ---------------------- | --------------- | ----------- | -------------------------------------------------------------- |
| أكتويل ماركس           | فرنسا           | 1986        |                                                                |
| نشرة فلسفة عصور الوسطى | بلجيكا          | 1959        | وتُنشر أيضًا باللغات الإنجليزية والألمانية والإيطالية والإسبانية |
| ديالوغ                 | المملكة المتحدة | 1962        |                                                                |

### المجلات المنشورة باللغة الإيطالية
| اسم المجلة   | بلد النشر | سنة التأسيس | ملاحظات                                                                                               |
| ------------ | --------- | ----------- | --- |
| أغالما       | إيطاليا   | 2000        | مجلة أكاديمية تُعنى بالدراسات الثقافية وعلم الجمال.                                                    |
| إبيستمولوجيا | إيطاليا   | 1978        | كانت مجلة أكاديمية فلسفية نصف سنوية مُحكّمة ركزت على الفلسفة التحليلية قبل أن يتوقف صدورها في عام 2016. |

### المجلات المنشورة باللغة الألمانية
| اسم المجلة                              | بلد النشر | سنة التأسيس | ملاحظات |
| --------------------------------------- | --------- | ----------- | --- |
| مجلة الفلسفة والنقد الفلسفي             | ألمانيا   | 1837        | مجلة فلسفية أكاديمية صدرت لأول مرة عام 1837 تحت اسم «مجلة الفلسفة واللاهوت التأملي»، ثم توقف صدورها في عام 1847، ثم أعيد إصدارها مجددا عام 1853، قبل أن يتوقف صدورها نهائيا عام 1918. |
| مجلة فلسفة العلوم العامة                | ألمانيا   | 1970        | |
| ميركور                                  | ألمانيا   | 1947        | [ 32 ] [ 33 ] |
| كريتيريون                               | ألمانيا   | 1991        | مجلة فلسفية أكاديمية مُحكّمة تُعنى بالفلسفة التحليلية، وتصدر باللغتين الإنجليزية والألمانية.                                                                                             |
| كانط-شتودين                             | ألمانيا   | 1897        | مجلة فلسفية ربع سنوية تصدر باللغتين الإنجليزية والألمانية. |
| دراسات هايدغر                           | ألمانيا   | 1985        | مجلة أكاديمية سنوية مُحكّمة تُغطي فكر مارتن هايدغر، وتصدرها دار دنكر آند هومبلوت. |
| هيجل-شتودين                             | ألمانيا   | 1961        | مجلة أكاديمية سنوية مُحكّمة، تُركّز على فلسفة جورج فيلهلم فريدريش هيجل، وتصدر باللغات الألمانية والغنجليزية والفرنسية.                                                                    |
| المجلة الدولية للفلسفة التحليلية        | ألمانيا   | 1975        | مجلة أكاديمية فلسفية مُحكّمة، تصدرها دار نشر رودوبي باللغتين الإنجليزية والألمانية. |
| المجلة الألمانية للفلسفة                | ألمانيا   | 1953        | مجلة أكاديمية فلسفية تصدر كل شهرين |
| كالتورا                                 | ألمانيا   | 2004        | مجلة أكاديمية نصف سنوية مُحكّمة وتُغطي الأعمال الفلسفية التي تستكشف مختلف القيم والظواهر الثقافية.                                                                                       |
| أرشيف فلسفة القانون والفلسفة الاجتماعية | ألمانيا   | 1907        | مجلة أكاديمية فلسفية ربع سنوية مُحكّمة تصدر عن الجمعية الدولية للفلسفة القانونية والاجتماعية.                                                                                           |
| أرشيف تاريخ الفلسفة                     | ألمانيا   | 1888        | مجلة أكاديمية فلسفية محكمة تصدر باللغات الألمانية والإنجليزية والفرنسية والإيطالية.                                                                                                   |
| أرشيف التاريخ المفاهيمي                 | ألمانيا   | 1955        | مجلة أكاديمية سنوية مُحكّمة تُعنى بنشر الدراساتٍ حول مفاهيم تاريخ الفلسفة والعلوم. |

### المجلات المنشورة باللغة العبرية
| اسم المجلة | بلد النشر | سنة التأسيس | ملاحظات                                                                  |
| ---------- | --------- | ----------- | ------------------------------------------------------------------------ |
| عيون       | إسرائيل   | 1945        | دورية ربع سنوية تصدرها الجامعة العبرية بالقدس باللغة العبرية والإنجليزية |

### المجلات المنشورة باللغة البولندية
| اسم المجلة | بلد النشر | سنة التأسيس | ملاحظات                                                                               |
| ---------- | --------- | ----------- | ------------------------------------------------------------------------------------- |
| أفانت      | بولندا    | 2010        | مجلة أكاديمية فلسفية مفتوحة المصدر تصدر كل ثلاث سنوات باللغتين البولندية والإنجليزية. |

### المجلات المنشورة باللغة البرتغالية
| اسم المجلة      | بلد النشر | سنة التأسيس | ملاحظات |
| --------------- | --------- | ----------- | --- |
| ديسبوتاتيو      | البرتغال  | 1996        | تصدر عن مركز الفلسفة بجامعة لشبونة وتتبع المنهج التحليلي في الفلسفة |
| لومين فيريتاتيس | البرازيل  | 2007        | مجلة أكاديمية ربع سنوية مُحكّمة يصدرها معهد القديس توما الأكويني للاهوت ومعهد الفلسفة الأرسطي-التوماوي في البرازيل. وتركز على دراسة اللاهوت والفلسفة من منظور توماوي، في حوار نقدي مع المدارس الفلسفية الأخرى. |
| فيلوسوفيكا      | البرتغال  | 1993        | مجلة أكاديمية مُحكّمة نصف سنوية مفتوحة المصدر كانت تصدرها مؤسسة العلوم والتقنية بالتعاون مع مركز الفلسفة بجامعة لشبونة، ثم أصبحت تصدر عن مركز توثيق الفلسفة بدءًا من عام 2022                                   |

### المجلات المنشورة باللغة الإسبانية
| اسم المجلة                            | بلد النشر | سنة التأسيس | ملاحظات |
| ------------------------------------- | --------- | ----------- | --- |
| مجلة التحليل الفلسفي                  | الأرجنتين | 1981        | مجلة أكاديمية نصف سنوية محكمة مفتوحة المصدر تصدرها الجمعية الأرجنتينية للفلسفة التحليلية.                                        |
| نواريو فيلوسوفيكو                     | إسبانيا   | 1968        | مجلة أكاديمية فلسفية مُحكّمة تصدر كل ثلاث سنوات عن قسم الفلسفة بجامعة نافارا.                                                      |
| المجلة الإسبانية لفلسفة العصور الوسطى | إسبانيا   | 1993        | مجلة علمية تُصدرها جامعة قرطبة بالتعاون مع جمعية فلسفة العصور الوسطى، وتُعنى بنشر الدراسات والأبحاث حول فلسفة وعلوم العصور الوسطى. |
| أفكار وقيم                            | كولومبيا  | 1951        | مجلة أكاديمية فلسفية مفتوحة المصدر تُحررها وتُصدرها الجامعة الوطنية الكولومبية كل أربعة أشهر.                                      |

### المجلات المنشورة باللغة الكتالونية
| اسم المجلة    | بلد النشر | سنة التأسيس | ملاحظات |
| ------------- | --------- | ----------- | --- |
| فيلوسوفيا آرا | إسبانيا   | 2015        | مجلة أكاديمية فلسفية نصف سنوية تستهدف طلاب المدارس الثانوية والجامعات وما بعد الجامعة، والمعلمين، وغيرهم من المهتمين بالفلسفة. |

### المجلات المنشورة باللغة الدنماركية
| اسم المجلة                     | بلد النشر | سنة التأسيس | ملاحظات |
| ------------------------------ | --------- | ----------- | --- |
| سلسلة دراسات كيركيغارد         | الدنمارك  | 1997        | سلسلة دراسات فلسفية مُحكّمة تُصدرها جمعية كيركيغارد الدولية باللغات الإنجليزية والفرنسية والألمانية والدنماركية، وتعنى بنشر دراسات وأفكار سورين كيركيغارد.                  |
| الكتاب السنوي لدراسات كيركغارد | الدنمارك  | 1996        | مجلة أكاديمية فلسفية مُحكّمة تُصدرها جمعية كيركيغارد الدولية باللغات الإنجليزية والفرنسية والألمانية والدنماركية، وتعنى بنشر الدراسات الأكاديمية حول أفكار سورين كيركيغارد. |

### المجلات المنشورة باللغة السويدية
| اسم المجلة | بلد النشر | سنة التأسيس | ملاحظات                                               |
| ---------- | --------- | ----------- | ----------------------------------------------------- |
| الفلسفة    | السويد    | 1980        | مجلة أكاديمية فلسفية ربع سنوية تصدرها جامعة ستوكهولم. |

### المجلات المنشورة باللغة الصينية
| اسم المجلة   | بلد النشر | سنة التأسيس | ملاحظات                                                                |
| ------------ | --------- | ----------- | ---------------------------------------------------------------------- |
| وايغو تشيكوي | الصين     | 1981        | مجلة أكاديمية فلسفية نصف سنوية مُحكّمة تُعنى بدراسة الفلسفات غير الصينية. |

### المجلات المنشورة باللغة التشيكية
| اسم المجلة   | بلد النشر | سنة التأسيس | ملاحظات |
| ------------ | --------- | ----------- | --- |
| مجلة الفلسفة | التشيك    | 1953        | مجلة أكاديمية فلسفية مُحكّمة أصدرتها في البداية أكاديمية العلوم التشيكوسلوفاكية. ويصدرها حاليًا معهد الفلسفة التابع لأكاديمية العلوم في جمهورية التشيك. |
| ريفليكس      | التشيك    | 1985        | مجلة أكاديمية فلسفية نصف سنوية تُعنى بنشر الأبحاث الأصلية والمراجعات المنهجية والترجمات في مجالات الفلسفة واللاهوت.                                   |

### المجلات المنشورة باللغة الهولندية
| اسم المجلة | بلد النشر | سنة التأسيس | ملاحظات |
| ---------- | --------- | ----------- | --- |
| كريسيس     | هولندا    | 1980        | مجلة أكاديمية مُحكّمة مفتوحة المصدر تُغطي بشكل رئيسي الفلسفة المعاصرة القارية، وتصدر باللغتين الهولندية والإنجليزية. |